# جعفرآباد (رستم)
جعفرآباد روستایی از توابع بخش(رستم) شهرستان ممسنی در استان فارس-ایران است

## جمعیت
این روستا در شهرستان رستم قرار دارد و براساس سرشماری مرکز آمار ایران در سال ۱۳۸۵، جمعیت آن ۲۵۹ نفر (۶۴خانوار) بوده‌است.